# Novi fosili
Novi fosili so jugoslovanska pop skupina, ena najbolj priljubljenih skupin nekdanje Jugoslavije v sedemdesetih in osemdesetih letih.
Novi fosili so negovali mešanico veselih in zabavnih pesmi za otroke in mlade, ljubezenske balade z večglasnimi refreni in dovršenimi aranžmaji. Njihov slog je v mnogočem podoben švedski Abbi, zato so jih imenovali tudi »jugoslovanska Abba«. Več let zapored so imeli po 300 koncertov letno.

## Zgodovina
Nove fosile je ustanovil Slobodan Momčilović "Moka"  leta 1969. Na začetku so nastopali v glavnem kot spremljevalna skupina drugim popularnim pevcem, med njimi Ivici Šerfeziju in Ljupki Dimitrovski. Naziv "novi" v imenu je predlagal Arsen Dedić. Sredi sedemdesetih je Momčilović ostal le z basistom Marinkom Colnagom in sestavil drugo zasedbo, skupini so se pridružili  Rajko Dujmić (klaviaturist skupine Marina Škrgatića, 1976), Đurđica Miličević (poročena Barlović, 1976) in kitarist in pevec Vladimir Kočiš Zec, (član skupine Biseri, 1977). Z novimi lastnimi skladbami, med katerimi je večino napisal Dujmić, so Novi fosili v naslednjih letih začeli strmo pot navzgor.
Rajko Dujmić je bil velik ljubitelj poezije in je pogosto poslušal oddajo z recitacijami na Radiu Zagreb, še posebej so mu bile všeč pesmi mladoletne Dee Volarić, spoznal jo je in Dea mu je dala knjižico z besedili. Ta so potem postala osnova za vse zgodnje uspehe. Njegovo prebiranje Dejinih pesmi je na vaji opazil Moka in ga vprašal, kaj vedno nekaj brska po tej knjižici, ki je imela le kakih 20 strani. Po kratkem razgovoru mu je Momčilović naročil, da naj napiše eno pesem z besedili iz Dejine knjižice in jo bodo poslali na festival. Rajko je napisal "Da te ne volim" in potem še "Sanjaj me", ki sta sprva izšli na singl plošči in potem še na albumu Da te ne volim. 
Prve uspehe so beležili leta 1976. Leta 1977 so na Splitskem festivalu nastopili s pesmijo »Diridonda«, ki sicer ni zmagala, a je postala velik hit v vsej Jugoslaviji. V tem obdobju se je začel skladateljski vzpon Rajka Dujmića, ki je ustvarjal uspešnico za uspešnico, skupina pa je prejemala številne festivalske nagrade in priznanja. Nastopali so tudi v tujini, na Festivalu v nemškem Dresdnu so osvojili 3. mesto. Kmalu so postali ena najbolj popularnih skupin bivše države, večkrat so bili razglašeni za skupino leta. Hit »Da te ne volim« je bil denimo prodan v več kot 65.000 primerkih, istoimenski album (1978) pa je prinesel tudi diamantno ploščo, prodan je bil v več kot 200.000 izvodih. Repertoar so sestavljale zgolj lastne skladbe. Izdali so 15 singlov in 16 albumov. Sledile so turneje po Sovjetski zvezi, ZDA, Kanadi in Evropi. Album Budi uvijek blizu (1981) je s prodajo skoraj 500.000 primerkov njihov najuspešnejši album.
Rajko Dujmić je pogosto poleti zahajal na Korčulo in se družil s svojim prijeteljem, radijskim voditeljem in pesnikom, Momčilom Popadićem Popom. Poleti sta skupaj ustvarjala material, ki ga je jeseni potem Rajko posnel s skupino. Iz tega obdobja je veliko nesmrtnih pesmi, znamenita "Tonka", ki sta jo Rajko in Pop napisala za Popadićevo ženo Tonko in "Ne budi me mati", ki sodi v eno ključnih pesmi Rajkovega sloga. "Tonka" je nastala kot šala "Tonka, reci cvrčak!" (škržat) in Tonka je zaradi govorne napake oba spravila v huronski smeh. Popadić je ustvaril tudi besedili za uspešnici "Čuješ li me, jel' ti drago" in "Pomorska večer", za skupino pa je ustvarjal do sredine osemdesetih, ko se je besedilno začela odmikati od sodelovanja s pesniki in vabiti k sodelovanju zlasti tedaj popularne tekstopisce (Mario Mihaljević, Stevo Cvikić, Nenad Ninčević ...). 
Leta 1983 je skupino zapustila Đurđica Barlović in se posvetila družini in solo karieri. Namesto nje je Momčilović v skupino pripeljal Sanjo Doležal. Prva kandidatka za naslednico je bila sicer na Dujmićevo željo Ljiljana Nikolovska (v izboru pa naj bi bili med drugimi še Jasna Zlokić in Lidija Asanović), ki je pozneje postala pevka skupine Magazin, vendar je po treh mesecih Momčilović prepričal Dujmića, da so vzeli Doležalovo. Rajko Dujmić in Sanja Doležal sta bila pred tem tudi v zvezi. 
Po prihodu s turneje po Sovjetski zvezi je 7. avgusta 1985 po hudi bolezni umrl ustanovitelj skupine Slobodan Momčilović. Namesto njega je za bobne sedel Nenad Šarić »Brada«, pozneje mož Sanje Doležal. Leta 1987 so Novi fosili predstavljali Jugoslavijo na Pesmi Evrovizije v Bruslju in s skladbo »Ja sam za ples« osvojili četrto mesto.
Leta 1991 so se Novi fosili razšli iz več razlogov, med drugim tudi zaradi razpada skupne države. Rajko Dujmić je pod imenom Novi fosili z novo zasedbo (ostal je zgolj basist Colnago) ustvarjal nov material, vendar je obdobje sredi devetdesetih za skupino pravzaprav nepomembno in tudi neprepoznavno in skupina je preneha z delovanjem leta 2001. Leta 1992 je za posledicami srčnega infarkta umrla prva pevka Đurđica Barlović. 10 let pozneje so v KC Dražen Petrović preostali člani skupine Novi fosili v spomin nanjo priredili enega najbolj čustvenih koncertov s praktično vso hrvaško estrado.
Leta 2005 se je skupina ponovno zbrala v stari postavi ter napolnila koncertne dvorane po vseh državah bivše Jugoslavije. Leta 2010 so izdali dve novi skladbi, potem pa je 2012 zaradi možganske kapi nenadoma umrl bobnar Nenad Šarić. Po krajšem premoru so se preostali štirje člani odločili, da tudi v njegov spomin nadaljujejo z delom.
Leta 2014 je prišlo do razdora med Rajkom Dujmićem in ostalimi člani ansambla. Dujmić, ki je imel že nekaj časa težave z odvisnostjo, je odšel iz skupine, kot lastnik imena pa je ostalim članom prepovedal uporabljati ime Novi fosili ali kakršnokoli referenco na to ime. Preostali trije člani Kočiš, Doležalova in Colnago zato na Hrvaškem uporabljajo ime "Sanja, Marinko i Zec", izven Hrvaške pa prepoved imena ne velja. Jedro spora za prepoved uporabe imena je mnenje Dujmića, da Novih Fosilov brez njega ni. Od preostalih treh članov je v zameno za uporabo imena želel četrtino prihodka. Dujmić je 4. avgusta 2020 umrl za posledicami prometne nesreče.

## Diskografija
| - 1974 – Novi fosili - 1978 – Da te ne volim - diamantna - 1980 – Nedovršene priče - platinasta - 1981 – Hitovi sa singl ploča (kompilacija) - 1981 – Budi uvijek blizu - diamantna - 1982 – Za djecu i odrasle - diamantna - 1983 – Volim te od 9 do 2 (i drugi veliki hitovi) (kompilacija) - zadnji album z Đurđico Barlović - 1983 – Poslije svega - diamantna - prvi album s Sanjo Doležal - 1985 – Tvoje i moje godine - diamantna - 1986 – Za dobra stara vremena - platinasta - 1987 – Poziv na ples (kompilacija) - diamantna - 1987 – Dijete sreće - diamantna - 1988 – Nebeske kočije - platinasta - 1989 – Obriši suze, generacijo - platinasta - 1990 – Djeca ljubavi - platinasta - 1993 – Najbolje godine (kompilacija) - zadnji album s Sanjo Doležal - 1995 – Druge godine - 1996 – Bijele suze padaju na grad - 1998 – Pričaj mi o ljubavi - 1998 – Ljubav koja nema kraj vol. 1 (kompilacija) - 1998 – Ljubav koja nema kraj vol. 2 (kompilacija) - 1999 – Jesen - 2005 – Za dobra stara vremena 2005 (kompilacija) - 2006 – The Platinum Collection Novi fosili - 2010 – Love collection (kompilacija) - 2011 – Uvijek blizu - boxset 4 CD-ji (kompilacija) - 2013 – Live! - 2019 – 50 orginalnih pjesama (kompilacija) | - Split 1976 - "Plovi mala barka" - Split 1977 - "Diridonda" - Zagrebfest 1977 - "Tko visoko diže nos" - Split 1978 - "Neka vali gingolaju svoje barke" - 1 mesto - Zagrebfest 1978 - "Da te ne volim" - Vaš šlager sezone 1979 - "Ne oplakuj nas ljubavi" - Beogradsko proljeće 1979 - "Moj svijet bez tebe" - Split 1979 - "Reci mi tiho, tiho" - Zagrebfest 1979 - "Tajna" - Opatija 1979 - "Sklopi oči" - 1 mesto - Split 1980 - "Čuješ li me, je l' ti drago" - 1 mesto - Zagrebfest 1980 - "Nemaš više vremena za mene" - Opatija 1980 - "Najdraže moje" - Split 1981 - "Gdje su ona obećanja?" - Split 1981 - "Ne budi me mati" - Zagrebfest 1990 - "Kad budemo ja i ti 63" - 1 mesto - Zagrebfest 1997 - "Zaboravi" - Zagrebfest 1999 - "Daj mi minutu" - Split 2011 - "Ti si čudo" - 1981 – "Oko moje" – 2. mesto - 1982 – "Vikend tata, vikend mama" – 4. mesto - 1983 – "Volim te od 9 do 2" – 2. mesto - 1986 – "Boby No1" – 2. mesto - 1987 – "Ja sam za ples" – 1. mesto |

## Člani skupine
| - Slobodan Momčilović - »Moka« - bobni, ustanovitelj (1969–1985) - Slavomir Cvija - klaviature, vokal (1969–1976) - Milan Čaleta Čale - kitara, vokal (1969–1976) - Marinko Colnago - bas kitara, vokal (1969–1992, 2005–) - Vjekoslav Slavko Kink - tenorski saksofon (1969–?) - Ivica Piskulić - trobenta (1969–?) - Antun Pavić Tuna - kitara (1969–?) - Radmilo Maslovarić - trombon (?) - Zvonimir Makar Šiljo (?) - Zoran Vlaović - kitara (?) - Rajko Dujmić Lima - klaviature, vokal (1976–1991, 1995–2001, 2005–2014) - Vladimir Kočiš Zec - kitara, vokal (1977–1991, 2005–) - Nenad Šarić Brada - bobni (1985–1991, 2005–2012) | - Đurđica Barlović - vokal (1976–1983) - Sanja Doležal - vokal (1983–1991, 2005–) |

## Muzikal
S pesmimi Novih fosilov je bil produciran uspešen muzikal pod imenom "Za dobra stara vremena".